# Peniophora seymouriana
Peniophora seymouriana är en svampart som beskrevs av Burt 1926. Peniophora seymouriana ingår i släktet Peniophora och familjen Peniophoraceae.   Inga underarter finns listade i Catalogue of Life.